# Brentford F.C. mùa giải 2019–20
Mùa giải 2019-20 là mùa giải thứ 130 của Brentford và mùa giải thứ 6 liên tiếp tại Championship. Cùng với việc thi đấu ở Championship, câu lạc bộ cũng thi đấu ở Cúp FA và Cúp EFL.
Mùa giải diễn ra trong giai đoạn từ ngày 1 tháng 7 năm 2019 đến ngày 22 tháng 7 năm 2020.

## Chuyển nhượng

### Chuyển nhượng đến
| Ngày                | Vị trí | Quốc tịch   | Tên                | Từ                     | Mức phí             | Tham khảo |
| ------------------- | ------ | ----------- | ------------------ | ---------------------- | ------------------- | --------- |
| 1 tháng 7 năm 2019  | DM     | Đan Mạch    | Christian Nørgaard | Fiorentina             | Không tiết lộ       | [ 2 ]     |
| 1 tháng 7 năm 2019  | CB     | Scotland    | Kane O'Connor      | Hibernian              | Chuyển nhượng tự do | [ 3 ]     |
| 1 tháng 7 năm 2019  | GK     | Wales       | Nathan Sheppard    | Swansea City           | Chuyển nhượng tự do | [ 4 ]     |
| 2 tháng 7 năm 2019  | DM     | Pháp        | Julien Carré       | Brighton & Hove Albion | Chuyển nhượng tự do | [ 5 ]     |
| 2 tháng 7 năm 2019  | CB     | Anh         | Ethan Pinnock      | Barnsley               | Không tiết lộ       | [ 6 ]     |
| 5 tháng 7 năm 2019  | GK     | Tây Ban Nha | David Raya         | Blackburn Rovers       | Không tiết lộ       | [ 7 ]     |
| 8 tháng 7 năm 2019  | CB     | Thụy Điển   | Pontus Jansson     | Leeds United           | Không tiết lộ       | [ 8 ]     |
| 10 tháng 7 năm 2019 | CM     | Đan Mạch    | Mathias Jensen     | Celta Vigo             | Không tiết lộ       | [ 9 ]     |
| 12 tháng 7 năm 2019 | AM     | Anh         | Arthur Read        | Luton Town             | Đền bù              | [ 10 ]    |
| 19 tháng 7 năm 2019 | MF     | Wales       | Joe Adams          | Bury                   | Không tiết lộ       | [ 11 ]    |
| 31 tháng 7 năm 2019 | AM     | Ecuador     | Joel Valencia      | Piast Gliwice          | Không tiết lộ       | [ 12 ]    |
| 5 tháng 8 năm 2019  | RM     | Pháp        | Bryan Mbeumo       | Troyes AC              | Không tiết lộ       | [ 13 ]    |
| 5 tháng 8 năm 2019  | CM     | Anh         | Dru Yearwood       | Southend United        | Không tiết lộ       | [ 14 ]    |
| 6 tháng 8 năm 2019  | RB     | Đan Mạch    | Mads Roerslev      | Copenhagen             | Không tiết lộ       | [ 15 ]    |
| 8 tháng 8 năm 2019  | LB     | Anh         | Dominic Thompson   | Arsenal                | Phí danh nghĩa      | [ 16 ]    |
| 22 tháng 8 năm 2019 | CF     | Hy Lạp      | Nikos Karelis      | KRC Genk               | Chuyển nhượng tự do | [ 17 ]    |
| 2 tháng 9 năm 2019  | DF     | Pháp        | Aubrel Koutismouka | Quevilly-Rouen         | Chuyển nhượng tự do | [ 18 ]    |
| 1 tháng 1 năm 2020  | CF     | Thổ Nhĩ Kỳ  | Halil Dervişoğlu   | Sparta Rotterdam       | Không tiết lộ       | [ 19 ]    |
| 16 tháng 1 năm 2020 | CM     | Anh         | Paris Maghoma      | Tottenham Hotspur      | Không tiết lộ       | [ 20 ]    |
| 29 tháng 1 năm 2020 | CF     | Scotland    | Aaron Pressley     | Aston Villa            | Không tiết lộ       | [ 21 ]    |
| 31 tháng 1 năm 2020 | CM     | Grenada     | Shandon Baptiste   | Oxford United          | Không tiết lộ       | [ 22 ]    |
| 31 tháng 1 năm 2020 | LW     | Anh         | Tariqe Fosu        | Oxford United          | Không tiết lộ       | [ 23 ]    |

### Cho mượn đến
| Từ ngày            | Vị trí | Quốc tịch | Tên                  | Từ             | Đến ngày            | Tham khảo |
| ------------------ | ------ | --------- | -------------------- | -------------- | ------------------- | --------- |
| 1 tháng 7 năm 2019 | RM     | Đan Mạch  | Christian Tue Jensen | FC Midtjylland | 30 tháng 6 năm 2020 | [ 24 ]    |
| 1 tháng 7 năm 2019 | CB     | Đan Mạch  | Japhet Sery Larsen   | FC Midtjylland | 30 tháng 6 năm 2020 | [ 25 ]    |

### Cho mượn đi
| Từ ngày              | Vị trí | Quốc tịch        | Tên                | Đến               | Đến ngày             | Tham khảo     |
| -------------------- | ------ | ---------------- | ------------------ | ----------------- | -------------------- | ------------- |
| 29 tháng 7 năm 2019  | CF     | Đan Mạch         | Justin Shaibu      | Boreham Wood      | 30 tháng 6 năm 2020  | [ 26 ]        |
| 1 tháng 8 năm 2019   | CM     | Cộng hòa Ireland | Canice Carroll     | Carlisle United   | 31 tháng 1 năm 2020  | [ 27 ] [ 28 ] |
| 2 tháng 9 năm 2019   | GK     | Anh              | Ellery Balcombe    | Viborg            | 20 tháng 1 năm 2020  | [ 29 ]        |
| 2 tháng 9 năm 2019   | CM     | Anh              | Reece Cole         | Partick Thistle   | 31 tháng 12 năm 2019 | [ 30 ]        |
| 2 tháng 9 năm 2019   | CF     | Phần Lan         | Marcus Forss       | AFC Wimbledon     | 30 tháng 6 năm 2020  | [ 31 ]        |
| 2 tháng 9 năm 2019   | LW     | Đan Mạch         | Emiliano Marcondes | FC Midtjylland    | 31 tháng 12 năm 2019 | [ 32 ]        |
| 25 tháng 10 năm 2019 | LW     | Anh              | Jaden Brissett     | Maidenhead United | 25 tháng 11 năm 2019 | [ 33 ]        |
| 23 tháng 11 năm 2019 | MF     | Anh              | Jayden Onen        | Bromley           | 23 tháng 12 năm 2019 | [ 34 ]        |
| 9 tháng 1 năm 2020   | CB     | Đan Mạch         | Mads Bech Sørensen | AFC Wimbledon     | 30 tháng 6 năm 2020  | [ 35 ]        |
| 20 tháng 2 năm 2020  | GK     | Iceland          | Patrik Gunnarsson  | Southend United   | 15 tháng 3 năm 2020  | [ 36 ]        |

### Chuyển nhượng đi
| Ngày                | Vị trí | Quốc tịch            | Tên               | Đến                    | Mức phí             | Tham khảo     |
| ------------------- | ------ | -------------------- | ----------------- | ---------------------- | ------------------- | ------------- |
| 1 tháng 7 năm 2019  | GK     | Anh                  | Daniel Bentley    | Bristol City           | Không tiết lộ       | [ 37 ]        |
| 1 tháng 7 năm 2019  | DF     | Pháp                 | Yoann Barbet      | Queens Park Rangers    | Chuyển nhượng tự do | [ 38 ]        |
| 1 tháng 7 năm 2019  | GK     | Cộng hòa Ireland     | Jack Bonham       | Gillingham             | Chuyển nhượng tự do | [ 39 ]        |
| 7 tháng 7 năm 2019  | MF     | Anh                  | Josh McEachran    | Birmingham City        | Chuyển nhượng tự do | [ 40 ] [ 41 ] |
| 7 tháng 7 năm 2019  | MF     | Scotland             | Lewis Macleod     | Wigan Athletic         | Chuyển nhượng tự do | [ 42 ]        |
| 7 tháng 7 năm 2019  | DF     | Anh                  | Moses Odubajo     | Sheffield Wednesday    | Chuyển nhượng tự do | [ 43 ]        |
| 11 tháng 7 năm 2019 | SS     | Thụy Điển            | Henrik Johansson  | Trelleborg             | Chuyển nhượng tự do | [ 44 ]        |
| 11 tháng 7 năm 2019 | CB     | Anh                  | Ezri Konsa        | Aston Villa            | £12.000.000         | [ 45 ]        |
| 27 tháng 7 năm 2019 | AM     | Saint Kitts và Nevis | Romaine Sawyers   | West Bromwich Albion   | £3.000.000          | [ 46 ]        |
| 30 tháng 7 năm 2019 | LM     | Scotland             | Theo Archibald    | Macclesfield Town      | Chuyển nhượng tự do | [ 47 ]        |
| 5 tháng 8 năm 2019  | CF     | Pháp                 | Neal Maupay       | Brighton & Hove Albion | Không tiết lộ       | [ 48 ]        |
| 20 tháng 8 năm 2019 | CM     | Iceland              | Kolbeinn Finnsson | Borussia Dortmund II   | Không tiết lộ       | [ 49 ]        |
| 29 tháng 8 năm 2019 | LW     | Cộng hòa Ireland     | Chiedozie Ogbene  | Rotherham United       | Không tiết lộ       | [ 50 ]        |
| 5 tháng 1 năm 2020  | FW     | Anh                  | Joe Hardy         | Liverpool              | Không tiết lộ       | [ 51 ]        |
| 24 tháng 1 năm 2020 | CM     | Scotland             | Ali Coote         | Waterford              | Không tiết lộ       | [ 52 ]        |
| 31 tháng 1 năm 2020 | CM     | Cộng hòa Ireland     | Canice Carroll    | Stevenage              | Không tiết lộ       | [ 28 ]        |
| 31 tháng 1 năm 2020 | RB     | Anh                  | Josh Clarke       | Free agent             | Thỏa thuận đôi bên  | [ 53 ]        |
| 31 tháng 1 năm 2020 | LB     | Cộng hòa Ireland     | Tom Field         | Dundee                 | Không tiết lộ       | [ 54 ]        |

## Kết quả giao hữu và trước mùa giải
| 5 tháng 7 năm 2019 Giao hữu | AFC Wimbledon | 0-3      | Brentford                                           | Norbiton                                 |  |
| 19:45 BST                   |               | Chi tiết | Nightingale 56' (l.n.) · Nørgaard 82' · Watkins 84' | Sân vận động: Cherry Red Records Stadium |  |

| 13 tháng 7 năm 2019 Giao hữu | Dynamo Kyiv | 0-0      | Brentford | Jenbach, Áo                   |  |
| 12:00 BST                    |             | Chi tiết |           | Sân vận động: Stadion Jenbach |  |

| 20 tháng 7 năm 2019 Giao hữu | Wycombe Wanderers           | 2-2      | Brentford                  | High Wycombe             |  |
| 15:00 BST                    | Trialist 7' · Akinfenwa 28' | Chi tiết | Hammar 36' · Marcondes 56' | Sân vận động: Adams Park |  |

| 24 tháng 7 năm 2019 Giao hữu | Norwich City | 1-3      | Brentford                                 | Norwich                              |  |
| 12:00 BST                    | Buendía 9'   | Chi tiết | Marcondes 11' · Watkins 69' · Pinnock 78' | Sân vận động: Colney Training Ground |  |

| 27 tháng 7 năm 2019 Giao hữu | Brentford | 1-3      | Bournemouth                          | Brentford                  |  |
| 15:00 BST                    | Forss 87' | Chi tiết | Solanke 31' · Ibe 70' · Surridge 77' | Sân vận động: Griffin Park |  |

| 10 tháng 6 năm 2020 Giao hữu | Arsenal                     | 2-3      | Brentford                                | Holloway, London                    |  |
| 15:00 BST                    | Willock 40' · Lacazette 77' | Chi tiết | Fosu 73' · Dervişoğlu 80' · Baptiste 88' | Sân vận động: Sân vận động Emirates |  |

| 13 tháng 6 năm 2020 Giao hữu | Watford               | 2-0      | Brentford | Watford                     |  |
| 12:30 BST                    | Capoue 33' · Sarr 90' | Chi tiết |           | Sân vận động: Vicarage Road |  |

| 16 tháng 6 năm 2020 Giao hữu | Luton Town                            | 4-2      | Brentford         | Luton                         |  |
|                              | Collins · McManaman · Hylton · Bolton | Chi tiết | Dervişoğlu · Fosu | Sân vận động: Kenilworth Road |  |

| 21 tháng 6 năm 2020 Giao hữu | Brentford            | 1-1      | Portsmouth  | Brentford                  |  |
|                              | Dervişoğlu pen' (50) | Chi tiết | Harness 15' | Sân vận động: Griffin Park |  |

## Các giải đấu

### Championship

#### Bảng xếp hạng
Bản mẫu:Bảng xếp hạng EFL Championship 2019-20

#### Tóm tắt kết quả
| Tổng thể | Tổng thể | Tổng thể | Tổng thể | Tổng thể | Tổng thể | Tổng thể | Tổng thể | Sân nhà | Sân nhà | Sân nhà | Sân nhà | Sân nhà | Sân nhà | Sân khách | Sân khách | Sân khách | Sân khách | Sân khách | Sân khách |
| ST       | T        | H        | B        | BT       | BB       | HS       | Đ        | T       | H       | B       | BT      | BB      | HS      | T         | H         | B         | BT        | BB        | HS        |
| -------- | -------- | -------- | -------- | -------- | -------- | -------- | -------- | ------- | ------- | ------- | ------- | ------- | ------- | --------- | --------- | --------- | --------- | --------- | --------- |
| 43       | 23       | 9        | 11       | 78       | 35       | +43      | 78       | 13      | 5       | 3       | 42      | 16      | +26     | 10        | 4         | 8         | 36        | 19        | +17       |

- Nguồn: Sports Mole

#### Kết quả theo vòng đấu
| Vòng     | 1  | 2  | 3  | 4  | 5  | 6  | 7  | 8  | 9  | 10 | 11 | 12 | 13 | 14 | 15 | 16 | 17 | 18 | 19 | 20 | 21 | 22 | 23 | 24 | 25 | 26 | 27 | 28 | 29 | 30 | 31 | 32 | 33 | 34 | 35 | 36 | 37 | 38 | 39 | 40 | 41 | 42 | 43 |
| -------- | -- | -- | -- | -- | -- | -- | -- | -- | -- | -- | -- | -- | -- | -- | -- | -- | -- | -- | -- | -- | -- | -- | -- | -- | -- | -- | -- | -- | -- | -- | -- | -- | -- | -- | -- | -- | -- | -- | -- | -- | -- | -- | -- |
| Sân      | H  | A  | H  | A  | A  | H  | A  | H  | A  | H  | A  | H  | A  | A  | H  | A  | H  | A  | H  | A  | H  | H  | A  | H  | A  | A  | H  | A  | H  | A  | H  | H  | A  | H  | A  | A  | H  | A  | H  | A  | H  | H  | A  |
| Kết quả  | L  | W  | D  | L  | L  | W  | L  | D  | W  | D  | L  | W  | W  | W  | L  | W  | W  | L  | W  | L  | W  | W  | D  | W  | L  | W  | W  | D  | L  | W  | W  | D  | D  | D  | L  | D  | W  | W  | W  | W  | W  | W  | W  |
| Thứ hạng | 21 | 14 | 12 | 16 | 19 | 14 | 18 | 17 | 14 | 15 | 17 | 13 | 12 | 12 | 13 | 9  | 8  | 8  | 7  | 9  | 7  | 4  | 6  | 3  | 4  | 3  | 3  | 4  | 5  | 5  | 5  | 4  | 4  | 4  | 5  | 5  | 4  | 4  | 3  | 3  | 3  | 3  | 3  |

#### Trận đấu
| 3 tháng 8 năm 2019 1 | Brentford  | 0-1      | Birmingham City                                          | Brentford                                                               |  |
| 15:00 BST            | Jensen 86' | Chi tiết | Pedersen 18' · Gardner 29' · Crowley 56' · Harding 90+2' | Sân vận động: Griffin Park Lượng khán giả: 11.332 Trọng tài: Gavin Ward |  |

| 10 tháng 8 năm 2019 2 | Middlesbrough | 0-1      | Brentford                   | Middlesbrough                                                                         |  |
| 15:00 BST             |               | Chi tiết | Watkins 54' · Dalsgaard 82' | Sân vận động: Sân vận động Riverside Lượng khán giả: 21.911 Trọng tài: Stephen Martin |  |

| 17 tháng 8 năm 2019 3 | Brentford                  | 1-1      | Hull City             | Brentford                                                                   |  |
| 15:00 BST             | Watkins 72' · Jeanvier 83' | Chi tiết | Bowen 53' · Burke 64' | Sân vận động: Griffin Park Lượng khán giả: 11.000 Trọng tài: Darren England |  |

| 21 tháng 8 năm 2019 4 | Leeds United                           | 1-0      | Brentford    | Leeds                                                                   |  |
| 19:45 BST             | Alioski 35' · Dallas 63' · Nketiah 81' | Chi tiết | Nørgaard 39' | Sân vận động: Elland Road Lượng khán giả: 35.004 Trọng tài: Andy Davies |  |

| 24 tháng 8 năm 2019 5 | Charlton Athletic            | 1-0      | Brentford                                 | Charlton                                                                |  |
| 15:00 BST             | Gallagher 41' · Phillips 88' | Chi tiết | Henry 45+3' · Dalsgaard 76' · Canós 90+5' | Sân vận động: The Valley Lượng khán giả: 16.771 Trọng tài: Tim Robinson |  |

| 31 tháng 8 năm 2019 6 | Brentford                     | 3-0      | Derby County                 | Derby County                                                            |  |
| 15:00 BST             | Mbeumo 17' · Watkins 18', 45' | Chi tiết | Waghorn 45+2' · Lawrence 84' | Sân vận động: Griffin Park Lượng khán giả: 11.055 Trọng tài: David Webb |  |

| 14 tháng 9 năm 2019 7 | Preston North End                                      | 2-0      | Brentford    | Preston                                                              |  |
| 15:00 BST             | Maguire 4' · Fisher 60' · Barkhuizen 70' · Johnson 78' | Chi tiết | Nørgaard 78' | Sân vận động: Deepdale Lượng khán giả: 12.873 Trọng tài: David Coote |  |

| 21 tháng 9 năm 2019 8 | Brentford    | 0-0      | Stoke City                | Brentford                                                                 |  |
| 15:00 BST             | Benrahma 79' | Chi tiết | Gregory 22' · McClean 82' | Sân vận động: Griffin Park Lượng khán giả: 11.870 Trọng tài: Andy Woolmer |  |

| 29 tháng 9 năm 2019 9              | Barnsley   | 1-3      | Brentford             | Barnsley                                                           |  |
| 13:30 BST                          | Woodrow 1' | Chi tiết | Watkins 35', 46', 68' | Sân vận động: Oakwell Lượng khán giả: 12.188 Trọng tài: David Webb |  |
| Ghi chú: Trực tiếp trên Sky Sports |            |          |                       |                                                                    |  |

| 2 tháng 10 năm 2019 10 | Brentford               | 1-1      | Bristol City           | Brentford                                                                    |  |
| 19:45 BST              | Dasilva 64' · Canós 81' | Chi tiết | Hunt 81' · Weimann 87' | Sân vận động: Griffin Park Lượng khán giả: 11.433 Trọng tài: Oliver Langford |  |

| 5 tháng 10 năm 2019 11 | Nottingham Forest | 1-0      | Brentford | West Bridgford                                                              |  |
| 15:00 BST              | Watson 56'        | Chi tiết | Canós 35' | Sân vận động: City Ground Lượng khán giả: 27.598 Trọng tài: Dean Whitestone |  |

| 19 tháng 10 năm 2019 12 | Brentford                                                              | 3-2      | Millwall | Brentford                                                                   |  |
| 15:00 BST               | Watkins 24' 54' 90+4' · Mbeumo 63' 88' · Da Silva 84' · Jeanvier 90+3' | Chi tiết | Hutchinson 23' · M. Wallace 33' · Bradshaw 45+4' · J. Wallace 55' (ph.đ.) 90+1' · Molumby 64' · Thompson 90+3' · Romeo 90+7' | Sân vận động: Griffin Park Lượng khán giả: 10.886 Trọng tài: Stuart Attwell |  |

| 22 tháng 10 năm 2019 13 | Swansea City                    | 0-3      | Brentford                                                    | Swansea                                                                         |  |
| 19:45 BST               | Roberts 71' · van der Hoorn 83' | Chi tiết | Benrahma 30' · Bidwell 36' (l.n.) · Mbeumo 56' · Jansson 85' | Sân vận động: Sân vận động Liberty Lượng khán giả: 15.875 Trọng tài: Gavin Ward |  |

| 28 tháng 10 năm 2019 14 | Queens Park Rangers | 1-3      | Brentford                                                            | Shepherd's Bush                                                                                   |  |
| 19:45 GMT               | Hall 48'            | Chi tiết | Watkins 23', 90+4' · Nørgaard 46' · Henry 57' · Benrahma 60' (ph.đ.) | Sân vận động: Sân vận động Kiyan Prince Foundation Lượng khán giả: 15.562 Trọng tài: Andy Woolmer |  |

| 2 tháng 11 năm 2019 15 | Brentford      | 0-1      | Huddersfield                                                                               | Brentford                                                                 |  |
| 15:00 GMT              | Nørgaard 59' · | Chi tiết | Kachunga 55' · Ahearne-Grant 62' · Hogg 64' · Simpson 87' · Diakhaby 89' · Elphick 90+2' · | Sân vận động: Griffin Park Lượng khán giả: 11.727 Trọng tài: Robert Jones |  |

| 9 tháng 11 năm 2019 16 | Wigan Athletic                 | 0-3      | Brentford                                                             | Wigan                                                                      |  |
| 15:00 GMT              | Kipré 56' 73' · Williams 90+7' | Chi tiết | Mbeumo 5' · Nørgaard 58' · Mokotjo 70' · Dasilva 83' · Jeanvier 90+7' | Sân vận động: Sân vận động DW Lượng khán giả: 9.260 Trọng tài: Andy Davies |  |

| 23 tháng 11 năm 2019 17 | Brentford                                           | 1-0      | Reading                           | Brentford                                                                |  |
| 15:00 GMT               | Jansson 9' · Watkins 62' · Dasilva 78' · Jensen 82' | Chi tiết | Yiadom 4' · Swift 29' · Méïté 79' | Sân vận động: Griffin Park Lượng khán giả: 11.892 Trọng tài: David Coote |  |

| 27 tháng 11 năm 2019 18 | Blackburn Rovers         | 1-0      | Brentford      | Blackburn                                                                  |  |
| 19:45 GMT               | Dack 11' 44' · Evans 79' | Chi tiết | Roerslev 90+1' | Sân vận động: Ewood Park Lượng khán giả: 11.401 Trọng tài: Matthew Donohue |  |

| 30 tháng 11 năm 2019 19 | Brentford                                                                                     | 7-0      | Luton Town | Brentford                                                                    |  |
| 15:00 GMT               | Mbeumo 6' · Watkins 29' · Jensen 33' · Dasilva 40', 45+3', 87' (ph.đ.) · Benrahma 71' (ph.đ.) | Chi tiết |            | Sân vận động: Griffin Park Lượng khán giả: 11.287 Trọng tài: Tony Harrington |  |

| 7 tháng 12 năm 2019 20 | Sheffield Wednesday           | 2-1      | Brentford                            | Owlerton, Sheffield                                                          |  |
| 15:00 GMT              | Fletcher 69' (ph.đ.), 73' 73' | Chi tiết | Mbeumo 29' · Henry 68' · Pinnock 82' | Sân vận động: Hillsborough Lượng khán giả: 22.475 Trọng tài: Dean Whitestone |  |

| 11 tháng 12 năm 2019 21 | Brentford                                          | 2-1      | Cardiff City                        | Brentford                                                                |  |
| 19:45 GMT               | Mbeumo 25' · Watkins 46' · Jansson 76' · Henry 80' | Chi tiết | Pack 64' · Murphy 70' · Bennett 83' | Sân vận động: Griffin Park Lượng khán giả: 10.417 Trọng tài: John Brooks |  |

| 14 tháng 12 năm 2019 22 | Brentford                  | 1-0      | Fulham    | Brentford                                                                    |  |
| 15:00 GMT               | Mbeumo 22' · Dalsgaard 65' | Chi tiết | Bryan 12' | Sân vận động: Griffin Park Lượng khán giả: 12.305 Trọng tài: Oliver Langford |  |

| 21 tháng 12 năm 2019 23 | West Bromwich Albion                         | 1-1      | Brentford                  | West Bromwich                                                             |  |
| 15.00 BST               | Furlong 45+1' · Livermore 56' · Ferguson 76' | Chi tiết | Mbeumo 37' · Dalsgaard 43' | Sân vận động: The Hawthorns Lượng khán giả: 24.961 Trọng tài: Darren Bond |  |

| 26 tháng 12 năm 2019 24 | Brentford                     | 3-1      | Swansea City                       | Brentford                                                                 |  |
| 15:00 GMT               | Mbeumo 20' · Watkins 25', 88' | Chi tiết | Ayew 65' · Wilmot 71' · Grimes 74' | Sân vận động: Griffin Park Lượng khán giả: 11.848 Trọng tài: Andy Woolmer |  |

| 29 tháng 12 năm 2019 25 | Millwall                                                    | 1-0      | Brentford      | Bermondsey                                                           |  |
| 15:00 GMT               | O'Brien 8' · J. Wallace 23' · M. Wallace 51' · Williams 70' | Chi tiết | Benrahma 45+2' | Sân vận động: The Den Lượng khán giả: 15.464 Trọng tài: Robert Jones |  |

| 1 tháng 1 năm 2020 26 | Bristol City                                 | 0-4      | Brentford                                                   | Ashton Gate                                                                           |  |
| 15:00 GMT             | Williams 11' 13' · Dasilva 54' · Weimann 58' | Chi tiết | Mbeumo 6' · Watkins 11' 82', 90' · Benrahma 26' · Henry 61' | Sân vận động: Sân vận động Ashton Gate Lượng khán giả: 20.858 Trọng tài: Matt Donohue |  |

| 11 tháng 1 năm 2020 27 | Brentford                               | 3-1      | Queens Park Rangers                                                              | Brentford                                                                |  |
| 12:30 GMT              | Benrahma 19' · Mbeumo 23' · Watkins 33' | Chi tiết | Hall 46' · Kane 56' · Wells 62' · Cameron 71' · Osayi-Samuel 90' · Manning 90+2' | Sân vận động: Griffin Park Lượng khán giả: 12.324 Trọng tài: John Brooks |  |

| 18 tháng 1 năm 2020 28 | Huddersfield Town | 0-0      | Brentford | Huddersfield                                                                            |  |
| 15:00 GMT              | Schindler 87'     | Chi tiết |           | Sân vận động: Sân vận động John Smith Lượng khán giả: 20.874 Trọng tài: Oliver Langford |  |

| 28 tháng 1 năm 2020 29 | Brentford    | 0-1      | Nottingham Forest      | Brentford                                                                 |  |
| 19:45 GMT              | Benrahma 39' | Chi tiết | Lolley 14' · Samba 23' | Sân vận động: Griffin Park Lượng khán giả: 12.274 Trọng tài: Tim Robinson |  |

| 1 tháng 2 năm 2020 30 | Hull City     | 1-5      | Brentford                                                   | Kingston upon Hull                                                            |  |
| 12:30 GMT             | Tafazolli 29' | Chi tiết | Benrahma 12', 63', 85' 13' · Burke 20' (l.n.) · Watkins 58' | Sân vận động: Sân vận động KCOM Lượng khán giả: 10.034 Trọng tài: Darren Bond |  |

| 8 tháng 2 năm 2020 31 | Brentford                               | 3-2      | Middlesbrough                           | Brentford                                                                 |  |
| 15:00 GMT             | Jeanvier 24' · Mbeumo 60' · Watkins 87' | Chi tiết | Wing 58' · Fletcher 63' · Tavernier 68' | Sân vận động: Griffin Park Lượng khán giả: 12.285 Trọng tài: Peter Bankes |  |

| 11 tháng 2 năm 2020 32 | Brentford    | 1-1      | Leeds United | Brentford                                                                 |  |
| 19:45 GMT              | Benrahma 25' | Chi tiết | Cooper 38'   | Sân vận động: Griffin Park Lượng khán giả: 12.294 Trọng tài: Robert Jones |  |

| 15 tháng 2 năm 2020 33 | Birmingham City                                | 1-1      | Brentford                                                 | Bordesley                                                                                               |  |
| 15:00 GMT              | Jutkiewicz 13' · Colin 58' · Clarke-Salter 60' | Chi tiết | Pinnock 17' · Yearwood 34' · Dalsgaard 41' · Nørgaard 85' | Sân vận động: Sân vận động St Andrew’s Trillion Trophy Lượng khán giả: 20.379 Trọng tài: Stephen Martin |  |

| 22 tháng 2 năm 2020 34 | Brentford                                       | 2-2      | Blackburn Rovers           | Brentford                                                                 |  |
| 12:30 GMT              | Watkins 62' · Benrahma 71' (ph.đ.) · Mbeumo 81' | Chi tiết | Armstrong 11', 54' (ph.đ.) | Sân vận động: Griffin Park Lượng khán giả: 12.082 Trọng tài: Tim Robinson |  |

| 25 tháng 2 năm 2020 35 | Luton Town                                                | 2-1      | Brentford                  | Luton                                                                          |  |
| 19:45 GMT              | Baptiste 9' (l.n.) · Rea 27' · Cranie 45+2' · Potts 90+5' | Chi tiết | Nørgaard 25' · Watkins 83' | Sân vận động: Kenilworth Road Lượng khán giả: 10.008 Trọng tài: Darren England |  |

| 29 tháng 2 năm 2020 36 | Cardiff City                                                         | 2-2      | Brentford                            | Cardiff                                                                                |  |
| 15:00 GMT              | Adomah 23' · Hoilett 34' 75' · Ralls 45+1' · Bacuna 52' · Vaulks 81' | Chi tiết | Racic 5' · Mbeumo 21' · Baptiste 85' | Sân vận động: Sân vận động Cardiff City Lượng khán giả: 22.393 Trọng tài: Simon Hooper |  |

| 7 tháng 3 năm 2020 37 | Brentford                                                | 5-0      | Sheffield Wednesday       | Brentford                                                                 |  |
| 15:00 GMT             | Dasilva 10', 73' · Marcondes 18' · Mbeumo 40' · Fosu 82' | Chi tiết | Bannan 35' · Fletcher 50' | Sân vận động: Griffin Park Lượng khán giả: 12.273 Trọng tài: Keith Stroud |  |

| 20 tháng 6 năm 2020 38 | Fulham    | 0-2      | Brentford                                         | Fulham                                                                    |  |
| 12:30 BST | Arter 90' | Chi tiết | Dasilva 37' · Benrahma 88' · Marcondes 90', 90+1' | Sân vận động: Craven Cottage Lượng khán giả: 0 Trọng tài: James Linington |  |
| Ghi chú: Mùa giải bị tạm ngưng cho đến ngày 3 tháng 4 năm 2020, vì sự bùng phát của COVID-19. The match was rescheduled to 20 June. |           |          |                                                   |                                                                           |  |

| 26 tháng 6 năm 2020 39 | Brentford                                    | 1-0      | West Bromwich Albion | Brentford                                                            |  |
| 19:45 BST | Watkins 16' · Nørgaard 45+2' · Marcondes 55' | Chi tiết | Sawyers 55'          | Sân vận động: Griffin Park Lượng khán giả: 0 Trọng tài: Keith Stroud |  |
| Ghi chú: Mùa giải bị tạm ngưng cho đến ngày 3 tháng 4 năm 2020, vì sự bùng phát của COVID-19. The match was rescheduled to 26 June. |                                              |          |                      |                                                                      |  |

| 30 tháng 6 năm 2020 40 | Reading | 0-3      | Brentford                                             | Reading                                                                     |  |
| 18:00 BST |         | Chi tiết | Mbeumo 23' · Dasilva 64' · Jansson 67' · Valencia 90' | Sân vận động: Madejski Stadium Lượng khán giả: 0 Trọng tài: Dean Whitestone |  |
| Ghi chú: Mùa giải bị tạm ngưng cho đến ngày 3 tháng 4 năm 2020, vì sự bùng phát của COVID-19. The match was rescheduled to 30 June. |         |          |                                                       |                                                                             |  |

| 4 tháng 7 năm 2020 41 | Brentford              | 3-0      | Wigan Athletic            | Brentford                                                            |  |
| 15:00 BST | Benrahma 19', 57', 66' | Chi tiết | Robinson 59' · Garner 81' | Sân vận động: Griffin Park Lượng khán giả: 0 Trọng tài: Matt Donohue |  |
| Ghi chú: Ngày 3 tháng 4, English Football League quyết định hoãn tất cả các hoạt động bóng đá cho đến khi an toàn vì COVID-19. The match was rescheduled to 4 July. |                        |          |                           |                                                                      |  |

| 7 tháng 7 năm 2020 42 | Brentford                                           | 2-1      | Charlton Athletic     | Brentford                                                           |  |
| 18:00 BST | Benrahma 75' (ph.đ.) · Pinnock 85' · Dervişoğlu 87' | Chi tiết | Bonne 8' · Cullen 90' | Sân vận động: Griffin Park Lượng khán giả: 0 Trọng tài: John Brooks |  |
| Ghi chú: Ngày 3 tháng 4, English Football League quyết định hoãn tất cả các hoạt động bóng đá cho đến khi an toàn vì COVID-19. The match was rescheduled to 7 July. |                                                     |          |                       |                                                                     |  |

| 11 tháng 7 năm 2020 43 | Derby County    | 1-3      | Brentford                      | Derby                                                                           |  |
| 15:00 BST | Knight 29', 62' | Chi tiết | Watkins 3' · Benrahma 49', 64' | Sân vận động: Sân vận động Pride Park Lượng khán giả: 0 Trọng tài: Tim Robinson |  |
| Ghi chú: Ngày 3 tháng 4, English Football League quyết định hoãn tất cả các hoạt động bóng đá cho đến khi an toàn vì COVID-19. The match was rescheduled to 11 July. |                 |          |                                |                                                                                 |  |

| 14 tháng 7 năm 2020 44 | Brentford | v | Preston North End | Brentford                  |  |
| 19:45 BST |           |   |                   | Sân vận động: Griffin Park |  |
| Ghi chú: Ngày 3 tháng 4, English Football League quyết định hoãn tất cả các hoạt động bóng đá cho đến khi an toàn vì COVID-19. The match was rescheduled to 14 July. |           |   |                   |                            |  |

| 18 tháng 7 năm 2020 45 | Stoke City | v | Brentford | Stoke-on-Trent               |  |
| 15:00 BST |            |   |           | Sân vận động: Bet365 Stadium |  |
| Ghi chú: Ngày 3 tháng 4, English Football League quyết định hoãn tất cả các hoạt động bóng đá cho đến khi an toàn vì COVID-19. The match was rescheduled to 18 July. |            |   |           |                              |  |

| 22 tháng 7 năm 2020 46 | Brentford | v | Barnsley | Brentford                  |  |
| 15:00 BST |           |   |          | Sân vận động: Griffin Park |  |
| Ghi chú: Ngày 3 tháng 4, English Football League quyết định hoãn tất cả các hoạt động bóng đá cho đến khi an toàn vì COVID-19. The match was rescheduled to 22 July. |           |   |          |                            |  |

### Cúp FA
| 4 tháng 1 năm 2020 Vòng Ba | Brentford                   | 1-0      | Stoke City   | Brentford                                                                |  |
| 15:01 GMT                  | Marcondes 43' · Daniels 90' | Chi tiết | Campbell 43' | Sân vận động: Griffin Park Lượng khán giả: 7.575 Trọng tài: Keith Stroud |  |

| 25 tháng 1 năm 2020 Vòng Bốn | Brentford | 0-1      | Leicester City | Brentford                                                                   |  |
| 12:45 GMT                    |           | Chi tiết | Iheanacho 4'   | Sân vận động: Griffin Park Lượng khán giả: 12.221 Trọng tài: Chris Kavanagh |  |

### Cúp EFL
| 13 tháng 8 năm 2019 Vòng Một                          | Brentford                | 1-1 (4-5 p)                                       | Cambridge United       | Brentford                                                              |  |
| 19:45 BST                                             | Thompson 18' · Forss 69' | Chi tiết                                          | Richards 3' · John 20' | Sân vận động: Griffin Park Lượng khán giả: 5.215 Trọng tài: Lee Swabey |  |
|                                                       |                          | Loạt sút luân lưu                                 |                        |                                                                        |  |
| Jensen · Marcondes · Mbeumo · Watkins · Forss · Racic |                          | Hannant · Lewis · Dunk · Lambe · Darling · Knibbs |                        |                                                                        |  |

## Đội hình đội một
Tuổi của cầu thủ tính đến ngày bắt đầu của mùa giải 2019-20.
| #                                    | Tên                | Quốc tịch        | Vị trí       | Ngày sinh (tuổi)            | Kí hợp đồng từ       | Năm kí hợp đồng | Năm hết hợp đồng | Ghi chú                           |
| Thủ môn                              | Thủ môn            | Thủ môn          | Thủ môn      | Thủ môn                     | Thủ môn              | Thủ môn         | Thủ môn          | Thủ môn                           |
| ------------------------------------ | ------------------ | ---------------- | ------------ | --------------------------- | -------------------- | --------------- | ---------------- | --------------------------------- |
| 1                                    | David Raya         | Tây Ban Nha      | GK           | 15 tháng 9, 1995 (23 tuổi)  | Blackburn Rovers     | 2019            | 2023             |                                   |
| 13                                   | Patrik Gunnarsson  | Iceland          | GK           | 15 tháng 11, 2000 (18 tuổi) | Breiðablik           | 2018            | 2023             | Cho mượn đến Southend United      |
| 25                                   | Ellery Balcombe    | Anh              | GK           | 15 tháng 10, 1999 (19 tuổi) | Học viện             | 2016            | 2022             | Cho mượn đến Viborg FF            |
| 28                                   | Luke Daniels       | Anh              | GK           | 5 tháng 1, 1988 (31 tuổi)   | Scunthorpe United    | 2017            | 2021             |                                   |
| 41                                   | Nathan Shepperd    | Wales            | GK           | 9 tháng 10, 2000 (18 tuổi)  | Swansea City         | 2019            | 2020             |                                   |
| Hậu vệ                               |                    |                  |              |                             |                      |                 |                  |                                   |
| 2                                    | Dominic Thompson   | Anh              | LB           | 26 tháng 7, 2000 (19 tuổi)  | Arsenal              | 2019            | 2022             |                                   |
| 3                                    | Rico Henry         | Anh              | LB           | 8 tháng 7, 1997 (22 tuổi)   | Walsall              | 2016            | 2023             |                                   |
| 5                                    | Ethan Pinnock      | Anh              | CB           | 29 tháng 5, 1993 (26 tuổi)  | Barnsley             | 2019            | 2022             |                                   |
| 18                                   | Pontus Jansson     | Thụy Điển        | CB           | 13 tháng 2, 1991 (28 tuổi)  | Leeds United         | 2019            | 2022             |                                   |
| 22                                   | Henrik Dalsgaard   | Đan Mạch         | RB           | 27 tháng 7, 1989 (30 tuổi)  | Zulte Waregem        | 2017            | 2020             |                                   |
| 23                                   | Julian Jeanvier    | Guinée           | CB           | 31 tháng 3, 1992 (27 tuổi)  | Reims                | 2018            | 2022             |                                   |
| 29                                   | Mads Bech Sørensen | Đan Mạch         | CB           | 7 tháng 1, 1999 (20 tuổi)   | AC Horsens           | 2017            | 2023             | Cho mượn đến AFC Wimbledon        |
| 32                                   | Luka Racic         | Đan Mạch         | CB           | 8 tháng 5, 1999 (20 tuổi)   | FC Copenhagen        | 2018            | 2020             |                                   |
| 35                                   | Mads Roerslev      | Đan Mạch         | RB           | 24 tháng 6, 1999 (20 tuổi)  | FC Copenhagen        | 2019            | 2024             |                                   |
| 39                                   | Japhet Sery Larsen | Đan Mạch         | CB           | 10 tháng 4, 2000 (19 tuổi)  | FC Midtjylland       | 2019            | 2020             | Mượn từ FC Midtjylland            |
| 40                                   | Kane O'Connor      | Scotland         | CB           | 17 tháng 1, 2001 (18 tuổi)  | Hibernian            | 2019            | 2021             |                                   |
| Tiền vệ                              |                    |                  |              |                             |                      |                 |                  |                                   |
| 4                                    | Dru Yearwood       | Anh              | CM           | 17 tháng 2, 2000 (19 tuổi)  | Southend United      | 2019            | 2023             |                                   |
| 6                                    | Christian Nørgaard | Đan Mạch         | DM           | 10 tháng 3, 1994 (25 tuổi)  | Fiorentina           | 2019            | 2023             |                                   |
| 8                                    | Mathias Jensen     | Đan Mạch         | CM           | 1 tháng 1, 1996 (23 tuổi)   | Celta                | 2019            | 2023             |                                   |
| 12                                   | Kamohelo Mokotjo   | Cộng hòa Nam Phi | DM           | 11 tháng 3, 1991 (28 tuổi)  | FC Twente            | 2017            | 2020             |                                   |
| 14                                   | Josh Dasilva       | Anh              | AM / W       | 23 tháng 10, 1998 (20 tuổi) | Arsenal              | 2018            | 2022             |                                   |
| 17                                   | Emiliano Marcondes | Đan Mạch         | AM / FW / LW | 9 tháng 3, 1995 (24 tuổi)   | Nordsjælland         | 2018            | 2021             | Cho mượn đến FC Midtjylland       |
| 26                                   | Shandon Baptiste   | Grenada          | CM           | 8 tháng 4, 1998 (21 tuổi)   | Oxford United        | 2020            | 2024             |                                   |
| 31                                   | Jan Žambůrek       | Cộng hòa Séc     | CM           | 13 tháng 2, 2001 (18 tuổi)  | Slavia Prague        | 2018            | 2023             |                                   |
| 33                                   | Fredrik Hammar     | Thụy Điển        | CM           | 26 tháng 2, 2001 (18 tuổi)  | Akropolis IF         | 2019            | 2020             |                                   |
| 34                                   | Jaakko Oksanen     | Phần Lan         | CM           | 7 tháng 11, 2000 (18 tuổi)  | HJK Helsinki         | 2018            | 2022             |                                   |
| 37                                   | Arthur Read        | Anh              | CM           | 3 tháng 11, 1999 (19 tuổi)  | Luton Town           | 2019            | 2020             |                                   |
| Tiền đạo                             |                    |                  |              |                             |                      |                 |                  |                                   |
| 7                                    | Sergi Canós        | Tây Ban Nha      | W            | 2 tháng 2, 1997 (22 tuổi)   | Norwich City         | 2017            | 2021             |                                   |
| 9                                    | Nikos Karelis      | Hy Lạp           | FW           | 24 tháng 2, 1992 (27 tuổi)  | Unattached           | 2019            | 2020             |                                   |
| 10                                   | Saïd Benrahma      | Algérie          | RW           | 10 tháng 8, 1995 (23 tuổi)  | OGC Nice             | 2018            | 2022             |                                   |
| 11                                   | Ollie Watkins      | Anh              | FW           | 30 tháng 12, 1995 (23 tuổi) | Exeter City          | 2017            | 2023             |                                   |
| 15                                   | Marcus Forss       | Phần Lan         | FW           | 18 tháng 6, 1999 (20 tuổi)  | West Bromwich Albion | 2017            | 2023             | Cho mượn đến AFC Wimbledon        |
| 16                                   | Joel Valencia      | Colombia         | W            | 16 tháng 11, 1994 (24 tuổi) | Piast Gliwice        | 2019            | 2023             |                                   |
| 19                                   | Bryan Mbeumo       | Pháp             | W            | 7 tháng 8, 1999 (19 tuổi)   | Troyes               | 2019            | 2024             |                                   |
| 21                                   | Halil Dervişoğlu   | Thổ Nhĩ Kỳ       | FW           | 8 tháng 12, 1999 (19 tuổi)  | Sparta Rotterdam     | 2020            | 2024             |                                   |
| 24                                   | Tariqe Fosu        | Anh              | LW           | 5 tháng 11, 1995 (23 tuổi)  | Oxford United        | 2020            | 2023             |                                   |
| 27                                   | Justin Shaibu      | Đan Mạch         | FW           | 28 tháng 10, 1997 (21 tuổi) | HB Køge              | 2016            | 2020             | Cho mượn đến Boreham Wood         |
| 36                                   | Gustav Mogensen    | Đan Mạch         | FW           | 19 tháng 4, 2001 (18 tuổi)  | AGF Aarhus           | 2019            | 2022             |                                   |
| 38                                   | Joe Adams          | Wales            | W            | 13 tháng 2, 2001 (18 tuổi)  | Bury                 | 2019            | 2022             |                                   |
| Cầu thủ rời câu lạc bộ giữa mùa giải |                    |                  |              |                             |                      |                 |                  |                                   |
| 9                                    | Neal Maupay        | Pháp             | FW           | 14 tháng 8, 1996 (22 tuổi)  | Saint-Étienne        | 2017            | 2021             | Chuyển đến Brighton & Hove Albion |
| 20                                   | Josh Clarke        | Anh              | RB / RW      | 5 tháng 7, 1994 (25 tuổi)   | Học viện             | 2013            | 2020             | Giải phóng hợp đồng               |
| 24                                   | Chiedozie Ogbene   | Cộng hòa Ireland | W            | 1 tháng 5, 1997 (22 tuổi)   | Limerick             | 2018            | 2021             | Chuyển đến Rotherham United       |
| 30                                   | Tom Field          | Cộng hòa Ireland | LB           | 14 tháng 3, 1997 (22 tuổi)  | Học viện             | 2015            | 2020             | Chuyển đến Dundee                 |

## Thống kê

### Số trận và bàn thắng
Tính đến trận đấu diễn ra ngày 11 tháng 7 năm 2020. Số trận ra sân từ dự bị nằm trong ngoặc đơn.
| Số áo | Vị trí | Quốc tịch        | Tên                | League  | League    | Cúp FA  | Cúp FA    | League Cup | League Cup | Tổng    | Tổng      |
| Số áo | Vị trí | Quốc tịch        | Tên                | Số trận | Bàn thắng | Số trận | Bàn thắng | Số trận    | Bàn thắng  | Số trận | Bàn thắng |
| ----- | ------ | ---------------- | ------------------ | ------- | --------- | ------- | --------- | ---------- | ---------- | ------- | --------- |
| 1     | GK     | Tây Ban Nha      | David Raya         | 43      | 0         | 0       | 0         | 0          | 0          | 43      | 0         |
| 2     | DF     | Anh              | Dominic Thompson   | 0 (2)   | 0         | 2       | 0         | 1          | 0          | 3 (2)   | 0         |
| 3     | DF     | Anh              | Rico Henry         | 43      | 0         | 0 (1)   | 0         | 0 (1)      | 0          | 43 (2)  | 0         |
| 4     | MF     | Anh              | Dru Yearwood       | 0 (2)   | 0         | 2       | 0         | 1          | 0          | 3 (2)   | 0         |
| 5     | DF     | Anh              | Ethan Pinnock      | 31 (2)  | 2         | 1       | 0         | 0          | 0          | 32 (2)  | 2         |
| 6     | MF     | Đan Mạch         | Christian Nørgaard | 37 (2)  | 0         | 0       | 0         | 0          | 0          | 37 (2)  | 0         |
| 7     | MF     | Tây Ban Nha      | Sergi Canós        | 11      | 0         | 0       | 0         | 0          | 0          | 11      | 0         |
| 8     | MF     | Đan Mạch         | Mathias Jensen     | 28 (8)  | 1         | 0       | 0         | 0 (1)      | 0          | 28 (9)  | 1         |
| 9     | FW     | Hy Lạp           | Nikos Karelis      | 1 (3)   | 0         | 0       | 0         | ―          | ―          | 1 (3)   | 0         |
| 10    | MF     | Algérie          | Saïd Benrahma      | 35 (4)  | 17        | 0       | 0         | 0          | 0          | 35 (4)  | 17        |
| 11    | FW     | Anh              | Ollie Watkins      | 43      | 24        | 0       | 0         | 0 (1)      | 0          | 43 (1)  | 24        |
| 12    | MF     | Cộng hòa Nam Phi | Kamohelo Mokotjo   | 14 (11) | 1         | 1       | 0         | 0          | 0          | 15 (11) | 1         |
| 14    | MF     | Anh              | Josh Dasilva       | 32 (7)  | 9         | 0 (2)   | 0         | 0          | 0          | 32 (9)  | 9         |
| 15    | FW     | Phần Lan         | Marcus Forss       | 0 (2)   | 0         | 0       | 0         | 1          | 1          | 1 (2)   | 1         |
| 16    | MF     | Ecuador          | Joel Valencia      | 1 (17)  | 1         | 2       | 0         | 1          | 0          | 4 (17)  | 1         |
| 17    | MF     | Đan Mạch         | Emiliano Marcondes | 11 (11) | 2         | 2       | 1         | 1          | 0          | 14 (11) | 3         |
| 18    | DF     | Thụy Điển        | Pontus Jansson     | 31      | 0         | 0       | 0         | 0          | 0          | 31      | 0         |
| 19    | MF     | Pháp             | Bryan Mbeumo       | 33 (6)  | 15        | 0 (1)   | 0         | 1          | 0          | 34 (7)  | 15        |
| 20    | DF     | Anh              | Josh Clarke        | 0 (1)   | 0         | 0       | 0         | 1          | 0          | 1 (1)   | 0         |
| 21    | FW     | Thổ Nhĩ Kỳ       | Halil Dervişoğlu   | 0 (3)   | 0         | 2       | 0         | ―          | ―          | 2 (3)   | 0         |
| 22    | DF     | Đan Mạch         | Henrik Dalsgaard   | 39 (1)  | 1         | 0       | 0         | 1          | 0          | 40 (1)  | 1         |
| 23    | DF     | Guinée           | Julian Jeanvier    | 25 (1)  | 1         | 1       | 0         | 0          | 0          | 26 (1)  | 1         |
| 24    | MF     | Anh              | Tariqe Fosu        | 2 (6)   | 1         | ―       | ―         | ―          | ―          | 2 (6)   | 1         |
| 26    | MF     | Grenada          | Shandon Baptiste   | 3 (7)   | 0         | ―       | ―         | ―          | ―          | 3 (7)   | 0         |
| 28    | GK     | Anh              | Luke Daniels       | 0       | 0         | 2       | 0         | 1          | 0          | 3       | 0         |
| 29    | DF     | Đan Mạch         | Mads Bech Sørensen | 0 (1)   | 0         | 1       | 0         | 0          | 0          | 1 (1)   | 0         |
| 31    | MF     | Cộng hòa Séc     | Jan Žambůrek       | 1 (14)  | 0         | 2       | 0         | 1          | 0          | 4 (14)  | 0         |
| 32    | DF     | Đan Mạch         | Luka Racic         | 3 (1)   | 1         | 2       | 0         | 1          | 0          | 6 (1)   | 1         |
| 33    | MF     | Thụy Điển        | Fredrik Hammar     | 0       | 0         | 0 (1)   | 0         | 0          | 0          | 0 (1)   | 0         |
| 34    | MF     | Phần Lan         | Jaakko Oksanen     | 0 (1)   | 0         | 0 (1)   | 0         | 0          | 0          | 0 (2)   | 0         |
| 35    | DF     | Đan Mạch         | Mads Roerslev      | 5 (6)   | 0         | 2       | 0         | 0          | 0          | 7 (6)   | 0         |

- Cầu thủ được liệt kê  in nghiêng rời câu lạc bộ giữa mùa giải
- Nguồn: Soccerbase

### Cầu thủ ghi bàn
Tính đến trận đấu diễn ra ngày 11 tháng 7 năm 2020.
| Số áo   | Vị trí  | Quốc tịch        | Cầu thủ            | Lg. | FAC | FLC | Tổng |
| ------- | ------- | ---------------- | ------------------ | --- | --- | --- | ---- |
| 11      | FW      | Anh              | Ollie Watkins      | 24  | 0   | 0   | 24   |
| 10      | MF      | Algérie          | Saïd Benrahma      | 17  | 0   | 0   | 17   |
| 19      | MF      | Pháp             | Bryan Mbeumo       | 15  | 0   | 0   | 15   |
| 14      | MF      | Anh              | Josh Dasilva       | 9   | 0   | 0   | 9    |
| 17      | MF      | Đan Mạch         | Emiliano Marcondes | 2   | 1   | 0   | 3    |
| 5       | DF      | Anh              | Ethan Pinnock      | 2   | 0   | 0   | 2    |
| 22      | DF      | Đan Mạch         | Henrik Dalsgaard   | 1   | 0   | 0   | 1    |
| 24      | MF      | Anh              | Tariqe Fosu        | 1   | 0   | 0   | 1    |
| 23      | DF      | Guinée           | Julian Jeanvier    | 1   | 0   | 0   | 1    |
| 8       | MF      | Đan Mạch         | Mathias Jensen     | 1   | 0   | 0   | 1    |
| 12      | MF      | Cộng hòa Nam Phi | Kamohelo Mokotjo   | 1   | 0   | 0   | 1    |
| 32      | DF      | Đan Mạch         | Luka Racic         | 1   | 0   | 0   | 1    |
| 16      | MF      | Ecuador          | Joel Valencia      | 1   | 0   | 0   | 1    |
| 15      | FW      | Phần Lan         | Marcus Forss       | 0   | 0   | 1   | 1    |
| Đối thủ | Đối thủ | Đối thủ          | Đối thủ            | 2   | 0   | 0   | 2    |
| Tổng    | Tổng    | Tổng             | Tổng               | 75  | 1   | 1   | 77   |

- Cầu thủ được liệt kê in nghiêng rời câu lạc bộ giữa mùa giải
- Nguồn: Soccerbase

### Thẻ phạt
Tính đến trận đấu diễn ra ngày 11 tháng 7 năm 2020.
| Số áo | Vị trí | Quốc tịch   | Cầu thủ            | FLCh.    | FLCh.  | FAC      | FAC    | FLCu.    | FLCu.  | Tổng     | Tổng   | Điểm |
| Số áo | Vị trí | Quốc tịch   | Cầu thủ            | Thẻ vàng | Thẻ đỏ | Thẻ vàng | Thẻ đỏ | Thẻ vàng | Thẻ đỏ | Thẻ vàng | Thẻ đỏ | Điểm |
| ----- | ------ | ----------- | ------------------ | -------- | ------ | -------- | ------ | -------- | ------ | -------- | ------ | ---- |
| 6     | MF     | Đan Mạch    | Christian Nørgaard | 8        | 0      | 0        | 0      | 0        | 0      | 8        | 0      | 8    |
| 3     | DF     | Anh         | Rico Henry         | 5        | 0      | 0        | 0      | 0        | 0      | 5        | 0      | 5    |
| 23    | DF     | Guinée      | Julian Jeanvier    | 2        | 1      | 0        | 0      | 0        | 0      | 2        | 1      | 5    |
| 10    | MF     | Algérie     | Saïd Benrahma      | 4        | 0      | 0        | 0      | 0        | 0      | 4        | 0      | 4    |
| 22    | DF     | Đan Mạch    | Henrik Dalsgaard   | 4        | 0      | 0        | 0      | 0        | 0      | 4        | 0      | 4    |
| 18    | DF     | Thụy Điển   | Pontus Jansson     | 4        | 0      | 0        | 0      | 0        | 0      | 4        | 0      | 4    |
| 7     | MF     | Tây Ban Nha | Sergi Canós        | 3        | 0      | 0        | 0      | 0        | 0      | 3        | 0      | 3    |
| 19    | MF     | Pháp        | Bryan Mbeumo       | 3        | 0      | 0        | 0      | 0        | 0      | 3        | 0      | 3    |
| 11    | FW     | Anh         | Ollie Watkins      | 3        | 0      | 0        | 0      | 0        | 0      | 3        | 0      | 3    |
| 14    | MF     | Anh         | Josh Dasilva       | 2        | 0      | 0        | 0      | 0        | 0      | 2        | 0      | 2    |
| 8     | MF     | Đan Mạch    | Mathias Jensen     | 2        | 0      | 0        | 0      | 0        | 0      | 2        | 0      | 2    |
| 17    | MF     | Đan Mạch    | Emiliano Marcondes | 2        | 0      | 0        | 0      | 0        | 0      | 2        | 0      | 2    |
| 26    | MF     | Grenada     | Shandon Baptiste   | 1        | 0      | ―        | ―      | ―        | ―      | 1        | 0      | 1    |
| 21    | FW     | Thổ Nhĩ Kỳ  | Halil Dervişoğlu   | 1        | 0      | 0        | 0      | ―        | ―      | 1        | 0      | 1    |
| 5     | DF     | Anh         | Ethan Pinnock      | 1        | 0      | 0        | 0      | 0        | 0      | 1        | 0      | 1    |
| 35    | DF     | Đan Mạch    | Mads Roerslev      | 1        | 0      | 0        | 0      | 0        | 0      | 1        | 0      | 1    |
| 4     | MF     | Anh         | Dru Yearwood       | 1        | 0      | 0        | 0      | 0        | 0      | 1        | 0      | 1    |
| 28    | GK     | Anh         | Luke Daniels       | 0        | 0      | 1        | 0      | 0        | 0      | 1        | 0      | 1    |
| 2     | DF     | Anh         | Dominic Thompson   | 0        | 0      | 0        | 0      | 1        | 0      | 1        | 0      | 1    |
| Tổng  | Tổng   | Tổng        | Tổng               | 44       | 1      | 1        | 0      | 1        | 0      | 46       | 1      | 49   |

- Cầu thủ được liệt kê in nghiêng rời câu lạc bộ giữa mùa giải.
- Nguồn: ESPN

### Thi đấu cho đội tuyển quốc gia
Tính đến trận đấu diễn ra ngày 18 tháng 11 năm 2019.
| Số áo | Vị trí | Quốc tịch        | Cầu thủ          | Số trận | Bàn thắng | Tham khảo |
| ----- | ------ | ---------------- | ---------------- | ------- | --------- | --------- |
| 10    | MF     | Algérie          | Saïd Benrahma    | 1       | 0         | [ 58 ]    |
| 12    | MF     | Cộng hòa Nam Phi | Kamohelo Mokotjo | 2       | 0         | [ 59 ]    |
| 18    | CB     | Thụy Điển        | Pontus Jansson   | 1       | 0         | [ 60 ]    |
| 22    | DF     | Đan Mạch         | Henrik Dalsgaard | 4       | 0         | [ 61 ]    |
| 23    | DF     | Guinée           | Julian Jeanvier  | 3       | 0         | [ 62 ]    |

- Cầu thủ được liệt kê in nghiêng rời câu lạc bộ giữa mùa giải.
- Chỉ tính những lần ra sân đội tuyển quốc gia khi đang kí hợp đồng với Brentford.

## Ban huấn luyện
| Tên              | Chức vụ                                                 |
| ---------------- | ------------------------------------------------------- |
| Thomas Frank     | Huấn luyện viên trưởng                                  |
| Brian Riemer     | Trợ lý Huấn luyện viên trưởng                           |
| Kevin O'Connor   | Trợ lý Huấn luyện viên đội một                          |
| Andy Quy         | Huấn luyện viên thủ môn                                 |
| Andreas Georgson | Trưởng bộ phận Phát triển Cá nhân và Tình huống cố định |
| Neil Greig       | Trưởng bộ phận Y tế                                     |
| Chris Haslam     | Trưởng bộ phận Hiệu suất Thể lực                        |
| Luke Stopforth   | Trưởng bộ phận Phân tích Hiệu suất                      |

Nguồn: brentfordfc.com Lưu trữ ngày 9 tháng 10 năm 2018 tại Wayback Machine

## Trang phục
Nhà cung cấp: Umbro
Nhà tài trợ: EcoWorld

| 2019-2020 | Khách | Thứ ba |

Nguồn: Brentford F.C.

## Giải thưởng
- Giải thưởng Bóng đá Luân Đôn Cầu thủ xuất sắc nhât năm EFL: Ollie Watkins[63]
- Giải thưởng Bóng đá Luân Đôn Huấn luyện viên xuất sắc nhất năm: Thomas Frank[63]
- Cầu thủ xuất sắc nhất tháng do người hâm mộ bình chọn của PFA: Saïd Benrahma (tháng 1 năm 2020)[64]